# Filippinerna i olympiska vinterspelen 1988
Filippinerna deltog med en deltagare vid de olympiska vinterspelen 1988 i Calgary. Landets deltagare erövrade ingen medalj.